# Puente ferroviario de Bahía Honda
El Puente ferroviario de Bahía Honda (en inglés: Bahia Honda Rail Bridge) es un puente abandonado en los Cayos de la Florida más bajos que conecta el cayo Bahía Honda con el cayo Spanish Harbor. Originalmente parte del ferrocarril conocido como "Florida Overseas Railroad", el Estado de la Florida lo compró después del paso de un huracán en el Día del Trabajo de 1935 y lo transformó para el uso de automóviles como parte de la carretera de ultramar en 1938. Después de algunas modificaciones del puente de Bahía Honda este fue reinaugurado en 1972, y se hicieron otros cambios para hacer que la mayor parte del puente fuese inaccesible para el tráfico de peatones, el resto permanece aún en pie.